# Alvis Stalwart
Alvis Stalwart je britský obojživelný nákladní automobil. Celkově bylo vyrobeno přibližně 1 400 těchto vozidel. Alvis Stalwart slouží Švédské, Rakouské a Britské armádě.